# Симетричний оператор
Лінійний оператор {\displaystyle A} у гільбертовому просторі із всюди щільною множиною визначення називається симетричним, якщо {\displaystyle D(A^{*})\supset D(A)} та {\displaystyle A^{*}=A} на {\displaystyle D(A)}. Тут {\displaystyle D(A)} область визначення оператора {\displaystyle A}. Ті симетричні оператори, для яких {\displaystyle D(A^{*})=D(A)}, називаються самоспряженими. 
Оператор {\displaystyle B} називається розширенням оператора {\displaystyle A}, якщо {\displaystyle D(B)\supset D(A)} і {\displaystyle Bf=Af\ \forall f\in D(A)}. Серед симетричних операторів {\displaystyle A} дуже важливі оператори, що допускають самоспряжене розширення, тобто для них існують такі симетричні оператори {\displaystyle B}, які самоспряжені і є розширенням {\displaystyle A}
{\displaystyle B^{*}=B}.
Ермітів оператор — це симетричний обмежений оператор. 